# خوان فيراندو
خوان فيراندو (بالإسبانية: Juan Ferrando)‏ هو لاعب كرة قدم ومدرب كرة قدم إسباني، ولد في 2 يناير 1981 في برشلونة في إسبانيا. لعب مع كولتورال ليونيسا.

## وصلات خارجية
- خوان فيراندو على موقع قاعدة بيانات كرة القدم.إي يو (الإنجليزية)
- خوان فيراندو على موقع Soccerway.com (الإنجليزية)
- خوان فيراندو على موقع عالم كرة القدم.نت (الإنجليزية)